# Melomys spechti
Melomys spechti là một loài động vật có vú trong họ Chuột, bộ Gặm nhấm. Loài này được Flannery & Wickler mô tả năm 1990.